# 寺田楽器
株式会社寺田楽器（てらだがっき、英: Terada Musical Instrument Co. Ltd.）は、愛知県海部郡蟹江町に工場を置く日本の楽器製造メーカー。
主に様々なブランドのギターのOEM製造を行う会社。寺田楽器製作所とも呼ばれている。

## 歴史
バイオリンなどを中心とした弦楽器を製造する酒井楽器で工場長を務めていた寺田彦蔵が1916年（大正5年）に独立し、寺田木工所を立ち上げた。
1930年代から、安価な仕入先を模索していたイタリアの楽器卸売業者からクラシックギターの製造依頼がくるようになり、それ以降ギター製造のOEM中心へと切り替わっていった。

## 自社ブランド
- 寺田彦蔵
- サム（thumb）
- VG[4]
- Infie
- Rozeo

## OEMブランド
- TSK
- Terry's Casual

共に、Terry's TerryとのOEM生産で、寺田楽器で製作され、T'sTで検品される。
- グレッチ[5]
- 神田商会
  - グレコ
  - フェンダージャパン - 1997年～2008年
- エピフォン[6]
- ディアンジェリコ[7][5]
- ベスタクス[7]
  - ディアンジェリコ・レプリカ
- モリダイラ楽器[8]
  - モーリス楽器製造
- S.Yairi
- サドウスキー[5]
  - Sadowsky Archtop
- フーチーズ[4]
  - Crews Maniac Sound
- 二光通信販売株式会社(現西友リテールサポート)
  - ビバ楽器
- アイバニーズ(星野楽器)
  - ホローボディシリーズ廉価版 - 1987年～1997年
- 荒井貿易[5]
  - ダキスト
- ESP（Infieとの共同作業を行ったことあり）
- schecter
- 島村楽器HISTORY[要出典]
- Archtop Tribute[5]

## 生産拠点
- 蟹江工場